# Idaea filicata
Pour les articles homonymes, voir Phalène.
Espèce
Idaea filicata, l'Acidalie rustique du Midi ou Phalène rustique du Midi, est une espèce de lépidoptères (papillons) de la famille des Geometridae, de la sous-famille des Sterrhinae.

## Description
Cette espèce possède un point discal noir en bordure de la bande sombre sur chaque aile antérieure, ce qui la distingue d'Idaea rusticata chez qui le point discal se situe entièrement dans la bande sombre. 
Elle possède des bandes grises sinueuses sur les ailes postérieures.

## Écologie et distribution
En France cette espèce se retrouve en région méditerranéenne, dans les prairies, les friches, la garrigue et le maquis.
La chenille se nourrit de feuilles desséchées de différentes plantes.